# Demokratická kandidátka Nazaretu
Demokratická kandidátka Nazaretu (hebrejsky: רשימה דמוקרטית של נצרת, Rešima demokratit šel Nacrat, arabsky: القائمة الديموقراطية للناصرة) je bývalá izraelská politická strana izraelských Arabů existující v letech 1949–1951.

## Okolnosti vzniku a ideologie strany
Strana byla založena před volbami do Knesetu roku 1949. Získala v nich 1,7 % hlasů a dvě křesla v prvním Knesetu. Poslanci za ni se stali Amin Salim Džardžora a Sajfuddín az-Zuabí. Strana byla přátelsky provázána a sponzorována dominantní středolevou židovskou stranou Mapaj premiéra Davida Ben Guriona, který chtěl izraelské Araby zapojit do politického systému. Strana byla součástí vládní většiny během první i druhé izraelské vlády. Ve volbách do Knesetu roku 1951 strana nekandidovala, ale Sajfuddín az-Zuabí se do Knesetu dostal za novou stranu nazvanou Demokratická kandidátka izraelských Arabů. Amin Salim Džardžora se už do Knesetu nevrátil, stal se ovšem dlouholetým starostou Nazaretu.